# Корреа-Макмаллен, Тара
Та́ра Корреа́-Макма́ллен (англ. Tara Correa-McMullen), урождённая Шалва Макмаллен (англ. Shalvah McMullen; 24 мая 1989, Вестминстер, Вермонт, США — 21 октября 2005, Лос-Анджелес, Калифорния, США) — американская актриса.

## Биография
Родилась 24 мая 1989 года в Вестминстере (штат Вермонт, США) в семье Девры Корреа и Томаса Макмаллена.
В детстве Тара пела в хоре и занималась танцами в различных труппах. В кино дебютировала в 2004 году, сыграв роль Грасиелы Рейес в телесериале «Справедливая Эми».
21 октября 2005 года в Лос-Анджелесе (штат Калифорния, США) банда под руководством Дэмиена Уоттса открыла огонь по толпе и в результате действий преступников 16-летняя Тара была убита. Дэмиенн Уоттс получил пожизненное заключение без права на досрочное освобождение от 23 января 2009 года.
Актрису похоронили на кладбище Форест-Лаун в Глендейле (Калифорния).

## Фильмография
| Год       |   | Русское название | Оригинальное название | Роль           |
| --------- | - | ---------------- | --------------------- | -------------- |
| 2004—2005 | с | Справедливая Эми | Judging Amy           | Грасиела Рейес |
| 2005      | ф | Отскок           | Rebound               | девушка        |
| 2005      | с | Зоуи 101         | Zoey 101              | девушка        |